# Violència sectària

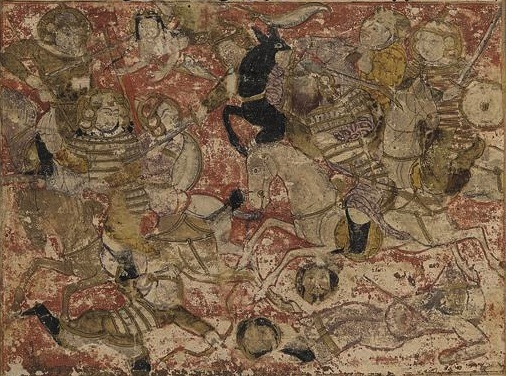
Batalla sectària entre sunnites i xiites a la batalla de Siffín.

La violència sectària és una violència inspirada en el sectarisme, això és, entre diferents sectes d'una manera particular ja siga d'ideologia o bé de religió dins d'una nació o comunitat. D'acord amb l'Institut Internacional d'Estudis per a la Pau d'Estocolm: "Tradicionalment, la violència sectària implica una confrontació simètrica entre dos o més actors no estatals que representen a diferents grups de la població."
Si es tracta de diferents sectors religiosos es pot parlar també de violència religiosa, sent la discriminació i la segregació dues manifestacions i causes de violència que poden produir violència directa.